# Banjan
Banjan (lat. Ficus benghalensis, u prijevodu na hrvatski jezik "bengalska smokva"), vrsta smokve (rod Ficus Tourn. ex L.) autohtone na Indijskom potkontinentu. Epifit koji započinje život na stablu domaćinu, a kasnije se širi granama koje puštaju zračno korijenje prema tlu, pa poprimaju izgled drugog stabla. To je stablo s najvećom krošnjom na svijetu, a najveći primjerak (veliki banjan) raste kod Howraha u indijskom botaničkom vrtu Acharya Jagadish Chandra Bose. To je drvo staro preko 250 godina a zauzima površinu od 14.500 četvornih metara zemljišta, a 2900 visećih korijena daje mu oblik šumarka.
Hindusima i budistima to je sveto drvo. Koristi se i u medicini, proizvodnji šelaka, od vlakana se izrađuje papir i konopac, a jestivi su mu i plodovi
Banjan raste osim u Indiji i susjednim državama (Pakistan, Nepal, Šri Lanka, Bangladeš, moguće u pograničnim predjelima Burma i Kina), a uvezeno je i u Australiju (sjeveroistok, savezna država Queensland) i na Floridu. 

## Vanjske poveznice
|  | Zajednički poslužitelj ima još gradiva o temi Ficus benghalensis |
|  | Wikivrste imaju podatke o taksonu Ficus benghalensis             |